# Perigrapha icinctum
Perigrapha icinctum là một loài bướm đêm trong họ Noctuidae.